# 苏代
蘇代（？—？），東周洛陽（今河南洛陽東）人，戰國时縱橫家。是蘇秦的弟弟、蘇厲之兄。
蘇秦死後，他求見燕王，提出以楚、魏為援國，共制齊、秦的主張。燕王遂使约諸侯從親。

## 延伸阅读
[在维基数据编辑]
 《史記/卷069》，出自司馬遷《史記》